# PROMO
PROMO（プロモ）は、USENが運営しているチェーン店向け音楽/CM放送である。正式名称はSALES PROMOTION & OPERATION SUPPORT SYSTEM。

## 概要
通信衛星「SUPERBIRD」を使ったサービスで、同社のSOUND PLANETやUSEN440のような音楽放送を配信するとともに、導入企業の要望に基づいた音声CMを作成し、配信している。データは原則として放送日前日にSTBに配信されて、蓄積型の放送を行う。放送は顧客からの要望に基づきあらかじめスケジュールを組んでBGMとCMが放送されるが、途中でBGMチャンネルを切り替えることも可能である。オプションサービスとして、音声データを配信するエリアキャスティングS、映像データを配信するエリアキャスティングVがある。